# Airone (1938)
Не варто плутати з CANT Z.506 «Айроне» — італійським морським розвідником, бомбардувальником та торпедоносцем
«Айроне» (італ. Airone) — військовий корабель, міноносець типу «Спіка» підкласу «Альціоне» Королівських ВМС Італії за часів Другої світової війни.
«Айроне» був закладений 29 жовтня 1936 на верфі компанії Cantiere navale di Sestri Ponente в Генуї. 10 травня 1938 увійшов до складу Королівських ВМС Італії.